# Dai (islam)
Pour les articles homonymes, voir Dai.
Le dâ`i (arabe : داع [dā`i], « celui qui appelle à la vraie doctrine  », est, dans l'islam, un personnage qui tient à la fois du missionnaire et du propagandiste. Il est chargé de créer un réseau de partisans d'une secte.

## But et fonctionnement
La technique de propagande politico-religieuse qu'il met en œuvre porte le nom de da'wa (« propagande confessionnelle »), et ce type d'organisation a été utilisé par différents mouvements: les kharijites pour s'installer au Maghreb (VIIe siècle), les révolutionnaires abbassides au début du VIIIe siècle, ou encore les chiites, zaydites ainsi qu'ismaéliens.
Ce sont d'ailleurs des Berbères convertis à l'ismaélisme qui vont, au Xe siècle,  systématiser cette technique qui aboutira à l'instauration de la dynastie fatimide (909-1171) depuis la basse Kabylie.
On ne saurait toutefois limiter la da'wa et l'action des da'is au seul courant ismaélien. On rencontre de nombreuses da'wa au cours de l'histoire, liées à des tentatives comparables de soutien d'un courant politique sur la base d'une justification religieuse.

## Tayyibi
Chez les chiites mustaliens tayyibi ou bohras, al-dā`i al-mutlaq (littéralement : le da'i absolu ou suprême) da'i), parce qu'il est le représentant de l'imam caché, détient le pouvoir sur la communauté, et il a une autorité absolue pour diriger et superviser la da'wa au nom de l'imam caché. 
Le da'i porte le titre de syedna. Plusieurs groupes sont issus des tayyibi, chacun possède son propre dā`i mutlaq.
Le théologien persan Ahmad ibn Hamdan Abu Hatim al-Razi (m. 934) a porté ce titre.